# Паскуале Віволо
Паскуале Віволо (італ. Pasquale Vivolo, нар. 6 січня 1928, Брушано — пом. 18 листопада 2002, Кремона) — італійський футболіст, що грав на позиції нападника.
Виступав, зокрема, за клуби «Ювентус» та «Лаціо», а також національну збірну Італії.

## Клубна кар'єра
Народився у містечку Брушано біля Неаполя, але в ранньому віці переїхав до Кремони, де і почав свою кар'єру в Серії Б в місцевому клубі «Кремонезе», провівши два сезони та взявши участь у 40 матчах чемпіонату. 
Своєю грою за цю команду привернув увагу представників тренерського штабу «Ювентуса», до складу якого приєднався влітку 1949 року. У першому ж сезоні туринська команда виграла вперше за останні 14 років чемпіонат Італії, але Віволо був запасним гравцем, поступившись місцем в нападі таким гравцям як Ермес Муччінеллі, Рінальдо Мартіно, Джамп'єро Боніперті, Йон Хансен і Карл Оге Праст, тому зіграв лише у 10 матчах чемпіонату. У сезоні 1951/52 «Юве» знову виграв чемпіонат, але цього разу Віволо забив 12 голів у 19 матчах Серії А і додав значний внесок у здобуття «скудетто».
Влітку  1953 року уклав контракт з клубом «Лаціо», у складі якого провів наступні п'ять років своєї кар'єри гравця, провівши за цей час 121 матчів і забивши 33 м'ячі в Серії А.
Влітку 1958 року Віволо став гравцем «Дженоа», але зіграв за «грифонів» лише один матч в національному кубку і незабаром перебрався до «Брешії» з Серії Б, де зіграв лише один матч в чемпіонаті до кінця сезону, після чого завершив професійну ігрову кар'єру.
По завершенні ігрової кар'єри повернувся жити в Кремону, де одружився з дочкою президента «Кремонезе» Гвідо Грассі.
Помер 18 листопада 2002 року на 75-му році життя у місті Кремона.

## Виступи за збірну
Влітку 1952 року був учасником футбольного турніру на Олімпійських іграх 1952 року у Гельсінкі.
26 жовтня 1952 року дебютував в офіційних матчах у складі національної збірної Італії в товариській грі проти збірної Швеції, в якій відразу відзначився голом і допоміг італійцям зіграти внічию 1:1. 
Протягом кар'єри у національній команді, яка тривала усього 2 роки, провів у формі головної команди країни 4 матчі, забивши 1 гол.
| Дата       | Місто     | Господарі | Результат | Гості     | Турнір                   | Голи | Примітки |
| ---------- | --------- | --------- | --------- | --------- | ------------------------ | ---- | -------- |
| 26/10/1952 | Стокгольм | Швеція    | 1 – 1     | Італія    | товариський матч         | 1    |          |
| 28/12/1952 | Палермо   | Італія    | 2 – 0     | Швейцарія | Кубок Центральної Європи | -    |          |
| 17/05/1953 | Рим       | Італія    | 0 – 3     | Угорщина  | Кубок Центральної Європи | -    |          |
| 13/11/1953 | Каїр      | Єгипет    | 1 – 2     | Італія    | Відбір до ЧС 1954        | -    |          |
| Усього     |           | Матчів    | 4         |           | Голів                    | 1    |          |

## Титули і досягнення
- Чемпіон Італії (2):

«Ювентус»: 1949–50, 1951–52